# Rablóbáró

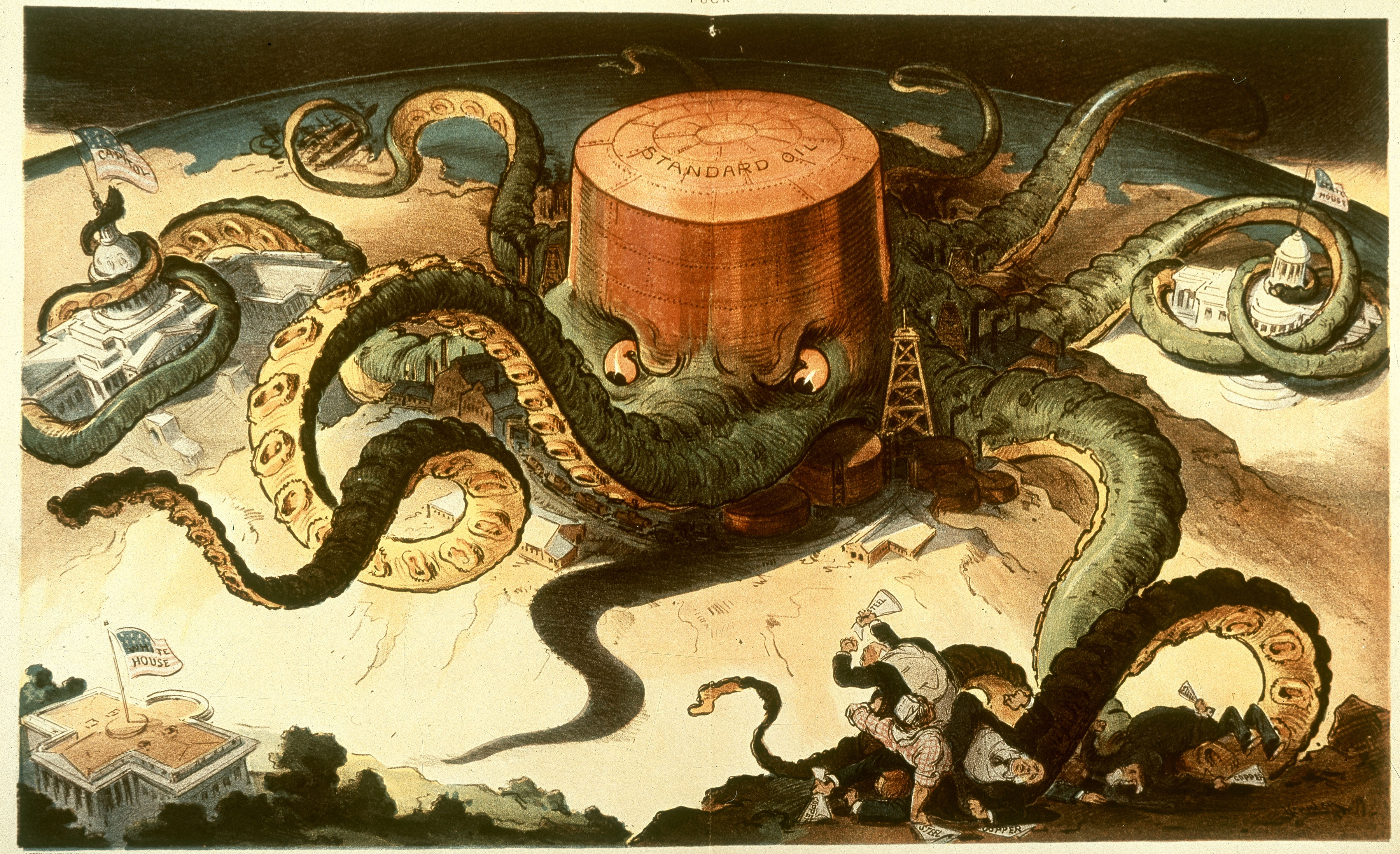
1904-es ábrázolása egy felvásárló és manipulatív üzleti vállalkozásnak (Standard Oil), mint egy mindenható polipnak.

A rablóbáró egy lekicsinylő társadalomkritikai kifejezés, amelyet eredetileg bizonyos gazdag és befolyásos 19. századi amerikai üzletemberekre alkalmaztak. A kifejezés már a The Atlantic Monthly magazin 1870. augusztusi számában megjelent. A 19. század végére a kifejezést jellemzően olyan üzletemberekre alkalmazták, akik állítólag kizsákmányoló módszereket alkalmaztak vagyonuk felhalmozásához. Ezek a gyakorlatok magukban foglalták a természeti erőforrások feletti ellenőrzés gyakorlását, a kormányzat magas szintjeinek befolyásolását, a létminimumhoz szükséges bérek fizetését, a verseny elnyomását a versenytársak felvásárlásával, hogy monopóliumokat hozzanak létre és árakat emeljenek, valamint olyan terveket, amelyekkel részvényeket adtak el felhajtott áron a gyanútlan befektetőknek.  A kifejezés egyesíti a bűnöző ("rabló") és a törvénytelen arisztokrácia (a báró törvénytelen szerepet tölt be a köztársaságban) értelmét.

## A rablóbáróknak bélyegzett üzletemberek listája

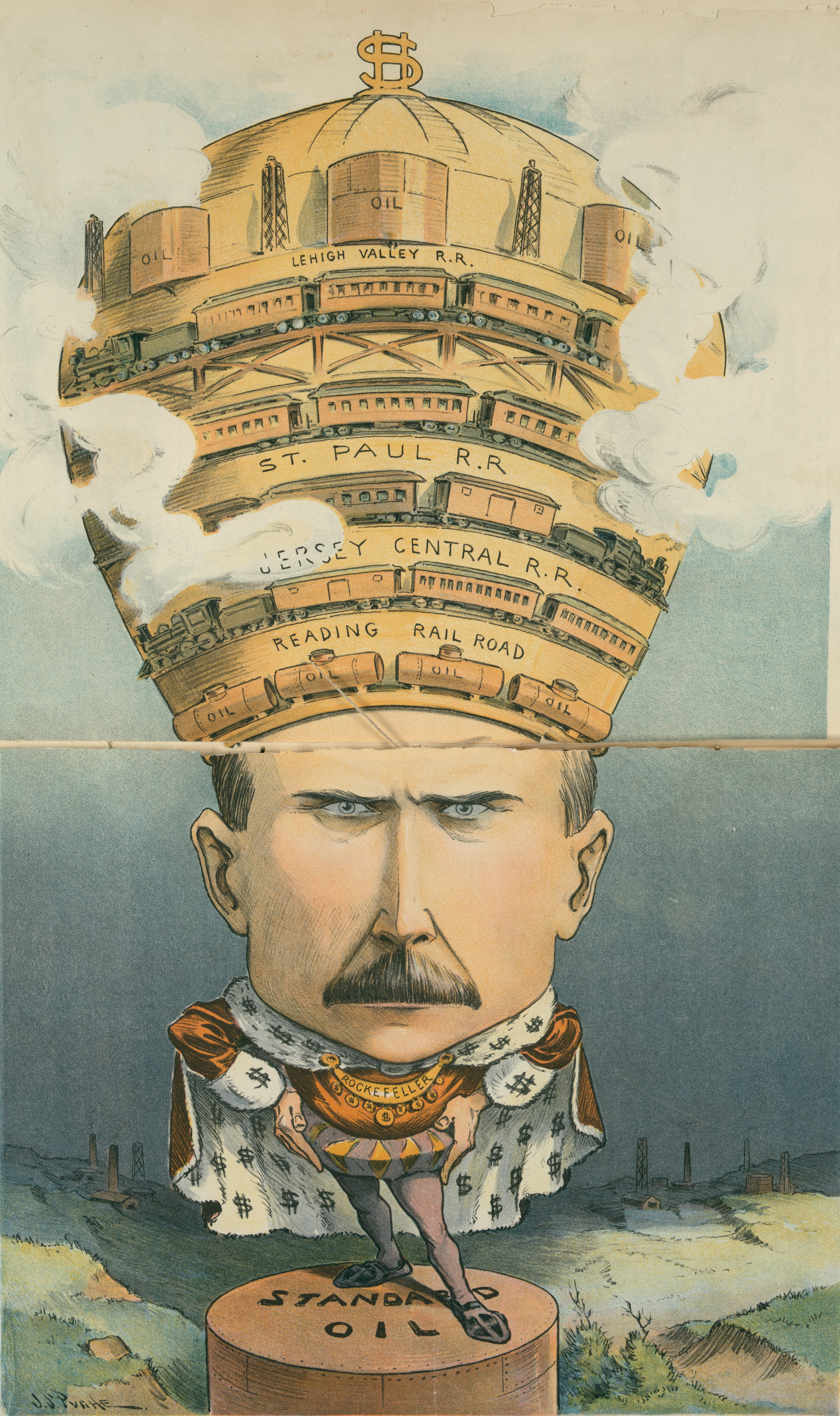
1901-es amerikai karikatúra Pucktól, amely John D. Rockefellert hatalmas uralkodóként ábrázolja

Josephson Rablóbárók (1934) című könyvében azonosított személyek:
- John Jacob Astor (ingatlan, szőrme) – New York
- Andrew Carnegie (acél) – Pittsburgh és New York
- Jay Cooke (pénzügyek) – Philadelphia
- Charles Crocker (vasút) – Kalifornia
- Daniel Drew (pénzügyek) – New York
- James Buchanan Duke (dohány, villamos energia) – Durham, Észak-Karolina
- James Fisk (pénzügyek) – New York
- Henry Morrison Flagler (Standard Oil, vasút) – New York és Florida[4]
- Henry Clay Frick (acél) – Pittsburgh és New York
- John Warne Gates (szögesdrót, olaj) – Texas[5]
- Jay Gould (vasút) – New York[6]
- E. H. Harriman (vasút) – New York[7]
- James J. Hill (üzemanyag, szén, gőzhajók, vasút) – St Paul, Minnesota
- Collis Potter Huntington (vasút) – Kalifornia
- Andrew Mellon (pénzügyek, olaj) – Pittsburgh
- J. P. Morgan (pénzügyek, ipari konszolidáció) – New York
- John D. Rockefeller (Standard Oil) – Cleveland, Ohio
- Henry Huttleston Rogers (Standard Oil; réz), New York[8]
- Thomas Fortune Ryan (tömegközlekedés, dohány) – New York
- Russell Sage (pénzügyek, vasút) – New York
- Charles M. Schwab (acél) – Pittsburgh és New York
- Leland Stanford (vasút) – Kalifornia
- Cornelius Vanderbilt (vízi közlekedés, vasút) – New York[9]
- Peter Widener (tömegközlekedés) – Philadelphia, Pennsylvania
- Charles Tyson Yerkes (villamos) – Chicago[10]

Más források "rablóbáróként" azonosítják:
- William A. Clark (réz) – Butte, Montana[11]
- James Dunsmuir (szén, fűrészáru) – Victoria, BC Canada[12]
- Marshall Field (kiskereskedelem) – Chicago[13]
- William Randolph Hearst (médiamágnás) – Kalifornia[14][15]
- Charles T. Hinde (vasutak, vízi közlekedés, hajózás, szállodák) – Illinois, Missouri, Kentucky, Kalifornia
- Mark Hopkins Jr. (vasút) – Kalifornia
- Elon Musk (technológia, autóipar) - California[16]
- John C. Osgood (szénbányászat, vas) – Colorado[17]
- Henry B. Plant (vasút) – Florida[18]
- A. S. W. Rosenbach (antikvárium) – Philadelphia[19]
- Joseph Seligman (banki tevékenység) – New York
- John D. Spreckels (vízi közlekedés, vasút, cukor) – Kalifornia